# Manoir de Kerlois
Le manoir de Kerlois est un édifice situé à Malguénac en France.

## Localisation
Le manoir est situé sur le territoire de la commune de Malguénac, au lieu-dit Kerlois, dans le département du Morbihan en région Bretagne.

## Description
Le manoir date du XVIIe siècle, édifice à un étage carré avec une toiture à longs pans ; pignon découvert ; toit conique. Cour ouverte, tour d'escalier postérieure, bouches à feu, type ternaire variante. Escalier hors-œuvre ; escalier à vis sans jour.

## Historique
Le manoir attesté en 1448 est disparu. Le logis actuel transformé date du XVIIe siècle.
Le manoir est inscrit à l'inventaire général du patrimoine culturel en 1986.